# شاف (مصطلح ازدرائي)

الصورة النمطية لشخص من الطبقة الشعبية (chav) مع غطاء رأس من نوع بيربري ويرتدي مجوهرات براقة.

شاف  (بالإنجليزية: chav)‏ هو صورة نمطية ووصف ازدرائي يستخدم بشكل منتشر، خصوصًا في المملكة المتحدة. وقد اشتهرت تلك الصورة النمطية في وسائل الإعلام البريطانية للإشارة إلى الثقافة الشبابية لأفراد الطبقة العاملة في إنجلترا.

## تاريخ المصطلح
لقد أتى أصل المصطلح الإنجليزي (chav) من الكلمة الرومانية chavi، والتي تعني «الطفل» (أو "chavo"، والتي تعني «ولد»، أو "chavvy"، التي تعني «شاب»). ويتم استخدام المصطلح المشتق chavette للإشارة إلى الإناث. كما يتم استخدام الصفتين (chavish) و (chavtastic) بمعنى «شعبي» للإشارة إلى الأشياء التي تناسب استخدام الأشخاص من الطبقة العاملة من منخفضي الثقافة.
وهذه الكلمة، باستخدامها الازدرائي الحالي، مسجلة في قاموس أوكسفورد الإنجليزي الذي تم نشره للمرة الأولى في منتدى يوزنت في عام 1998، وقد تم استخدامها للمرة الأولى في الصحف في عام 2002.

## الصورة النمطية
إن الصورة النمطية للشباب الشعبي تتضمن ارتداء ملابس رياضية من إنتاج مصمم مشهور. وربما تكون الملابس المرتبطة بالصورة النمطية مصحوبة ببعض أشكال المجوهرات الذهبية التي يشار إليها في الحالات الأخرى بخلاف هذه الصورة النمطية باسم «المجوهرات البراقة».
وفي حالة إبعاد سيدة في سن المراهقة عن منزلها بموجب شروط قانون السلوك المعادي للمجتمع الصادر في عام 2005، وقد أطلقت بعض الصحف القومية البريطانية عليها اسم «فيكي بولارد الواقعية» مع ظهور عناوين رئيسية مثل «التخلص من حثالة الأشخاص: طرد فيكي بولارد الواقعية» (Good riddance to chav scum real life Vicky Pollard evicted) في صحيفة ديلي ستار. اقترح استطلاع للرأي عقد عام 2006 بواسطة يوجوف أن 70% من محترفي صناعة التلفاز يعتقدون أن فيكي بولارد كانت عبارة عن انعكاس شديد الواقعية لشباب الطبقة الشعبية. كذلك، في عام 2006، ارتدى الأمير ويليام أمير ويلز، والذي أصبح فيما بعد ملكًا لإنجلترا وأخوه الأصغر الأمير هاري ملابس الأشخاص من الطبقة الشعبية مما أدى إلى خروج صحيفة ذا صن بعناوين رئيسية أطلقت عليه حينها اسم «حاكم إنجلترا المستقبلي مع المجوهرات البراقة». وقد ذكر المقال أن «ويليام يتميز بحسه الفكاهي الرائع وقد عانى من الكثير من المشكلات أثناء التفكير في الملابس التي يختار ارتداؤها».
وقد نشر ضابط شرطة سابق عمل في شرطة مدينة لندن كـ شرطي خاص في عام 2004 ثم انضم إلى قوة أخرى بعد ذلك كضابط بدوام كامل في المملكة المتحدة  كتابًا في عام 2010 اسمه «إثبات طعن الفزاعات (Stab Proof Scarecrows)» الذي ذكر أن كلمة Chav كانت اختصارًا لـ «مجلس النواب والعنف»، ليكون بذلك عبارة عن اختصار عكسي.
وقد أشارت صحيفة الغارديان في عام 2011 إلى مشكلات تنبع عن استخدام المصطلح «ذوي الرؤوس المغطاة» ومصطلح "chav" في وسائل الإعلام والتي يمكن أن تؤدي إلى إشعال نار التمييز على أساس السن نتيجة للصور النمطية التي تخلقها وسائل الإعلام.

### التوصيف في الإعلام
لقد تراوحت الاستجابة للصورة النمطية من مجرد التسلية ووصولاً إلى النقد مما يعد دليلاً على الطبقية.
وبحلول عام 2004، كانت هذه الكلمة يتم استخدامها في الصحف القومية وفي الحديث المعتاد العام في المملكة المتحدة. وقد قالت سوسي دينت في المقلدين والمستعرضين: تقرير حول اللغة (Larpers and Shroomers: The Language Report)، الذي كان يتم نشره من خلال مطابع جامعة أكسفورد، أن هذه الكلمة هي «أشهر كلمة في العام»  في عام 2004.
وقد تم وصف مجموعة موسيقى الراب الويلزية، جولدي لوكين تشين على أنهم يجسدون ويسخرون من نموذج الشاب الشعبي "chav" الجمالي، إلا أن المجموعة نفسها أنكرت تفكيرها بأي شكل من الأشكال في هذا الأمر، حيث إنهم سخروا من الأمر بكل بساطة.
في المسلسل التلفزيوني الذي عرض على شاشة بي بي سي (BBC) دكتور هو (Doctor Who)، وفي حلقة «الأرض الجديدة (New Earth)» التي عرضت في الخامس عشر من أبريل 2006، تم زرع الشخصية السيدة كاساندرا في جسم روز تايلور (بيلي بايبر (Billie Piper)). وعندما تنظر كاساندرا إلى نفسها في المرآة، تصرخ مستغربة «يا إلهي... لقد أصبحت من الطبقة الكادحة!»
ولقد ظهرت الشخصيات التي تم وصفها على أنها شخصيات من الطبقة الشعبية في عدد من برامج التلفزيون البريطاني. وقد تم ربط شخصية لاورين كوبر (Lauren Cooper) وملابسها ومواقفها واهتماماتها الموسيقية وأصدقاؤها في المسلسل الكوميدي الذي عرض على قناة بي بي سي ذا كاثرين تات شو (The Catherine Tate Show) بالصورة النمطية للأشخاص من الطبقة الشعبية. كما أظهر المسلسل الكوميدي ليتل بريتين (Little Britain) شخصية تتميز ببعض أوجه التشابه، وهي شخصية فيكي بولارد.
في المسلسل الذي عرض على التلفزيون البريطاني ميسفيتس (Misfits)، تم تقديم شخصية كيلي بايلي (Kelly Bailey) على أنها شخصية «لشخص من الطبقة الشعبية». وقد وصفت لاورين سوشا (Lauren Socha)، وهي الممثلة التي لعبت دور كيلي، الشخصية على أنها «شخص من الطبقة الشعبية». وقد أشارت صحيفة التايمز إلى الشخصية على أنها «[]فتاة من الطبقة الشعبية»، كما أنه قبل أن تلك الشخصية تتحدث بـ «لهجة الأشخاص من الطبقة الشعبية».

### التأثير التجاري
ادعت شركة بيربري في عام 2007 أن الموضة التي انتشرت في المملكة المتحدة والمتعلقة بارتداء ملابس من أقمشةقماش المربعات قد زادت حدتها نتيجة الإصدارات المقلدة من الملابس، وأن مبيعات تلك العلامة التجارية في بريطانيا لم تزد عن 10% من مبيعاتها
واستجابة للارتفاع في شهرة علامة بيربري التجارية قال كريستوفر بايلي، والمسئول عن الصورة العامة للشركة بما في ذلك الإعلانات والتوجه الفني للشركة وتصميم المتاجر والمرئيات بالإضافة إلى تصميم كل مجموعات وخطوط منتجات بيربري في عام 2008 «إني أشعر بالسعادة أننا لدينا مثل هذا التوجه الديمقراطي».
وقد حاولت سلسلة متاجر السوبر ماركت الضخمة أسدا تسجيل كلمة "chav" كعلامة تجارية لخط جديد من الحلويات. وقد قالت المتحدثة باسم السلسلة «: مع انتشار الشعارات من شخصيات تظهر في المسلسلات مثل ليتل بريتين وذا كاثرين تيت شو والتي توفر لنا المزيد والمزيد من مفردات اللغة العامية المعاصرة، فإن حلويات Whatever التي ننتجها، والتي أصبحت الآن تحمل الكنية قلوب chav، قد أصبحت شهيرة للغاية بين الأطفال والكبار على حد سواء. وقد فكرنا في منح هذا النوع من الحلوى بعض الاحترام والتقدير وقررنا تسجيل هذا الاسم الذي اخترناه لتلك الحلوى كعلامة تجارية».

## نقد الصورة النمطية

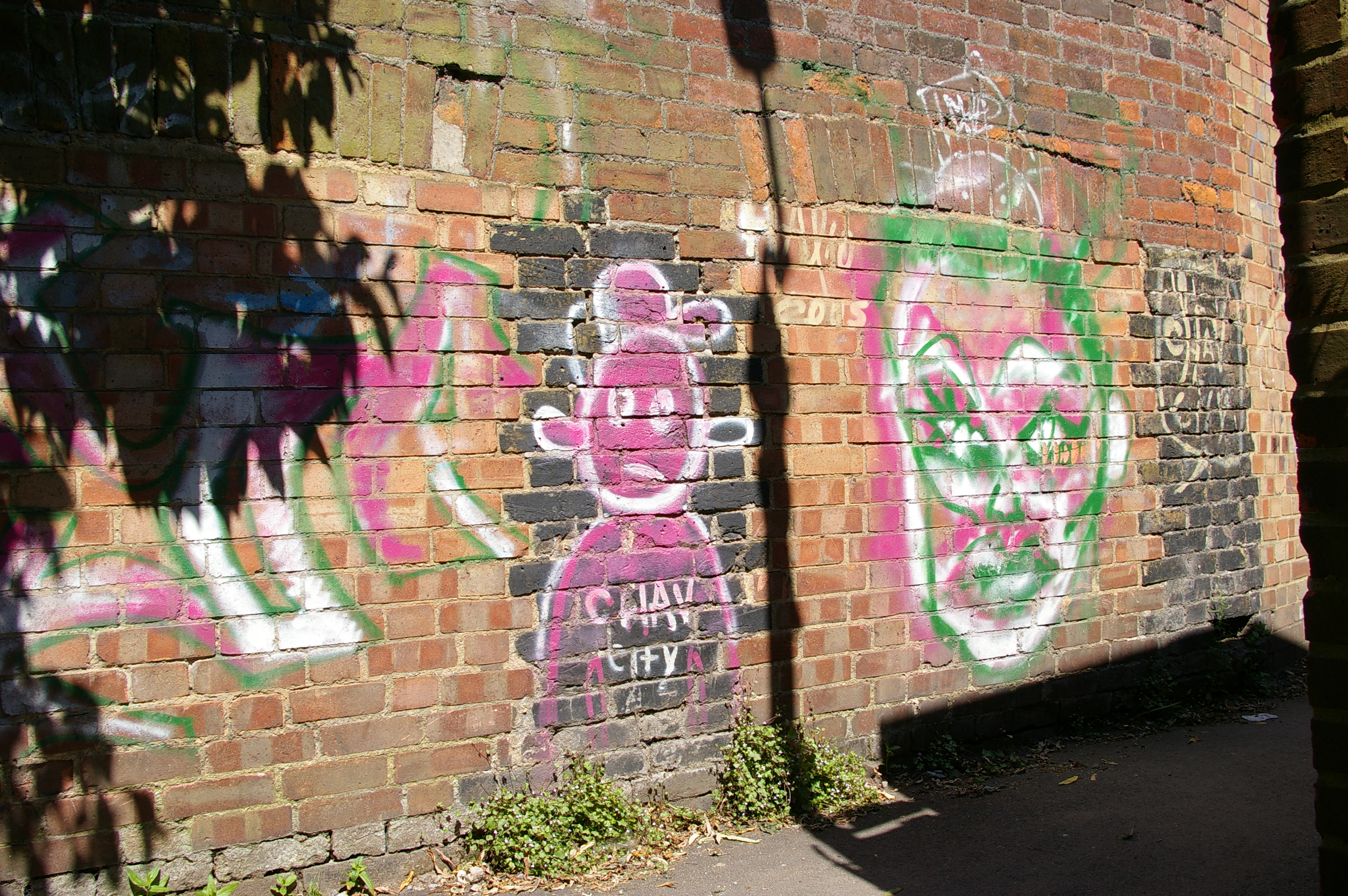
فن الرسم على الجدران مع الموضوع الذاتي "مدينة Chav (Chav City)"

اقترح برنامج وثائقي عرض على قناة بي بي سي أن ثقافة الأشخاص من الطبقة الشعبية ما هي إلا تطور لثقافات أفراد الطبقة الكادحة منخفضي الثقافة السابقة والمقترنة بأنماط ملابس تجارية معينة، مثل المحدثين والفوضويين والعفويين.
وقد واجه الانتشار الشديد للصورة النمطية للشباب «الشعبيين» بعض النقد. والبعض يقول  أنها كانت السبب وراء الخيلاء والنخبوية. ويقول من ينتقد هذا المصطلح أن مستخدميه من «المتكبرين الجدد» وأن شهرته المتزايدة تثير التساؤلات حول كيفية تعامل المجتمع البريطاني مع إمكانية التنقل الاجتماعي والطبقات.
وفي مقال نشر في فبراير 2005 في التايمز، قالت جولي بورشيل (Julie Burchill) أن استخدام هذه الكلمة ما هو إلا شكل من أشكال «التمييز» الاجتماعي، وأن هذا «الاحتقار» يعكس المزيد من عيوب «كارهي الثقافة الشعبية» أكثر من عيوب ضحاياهم المفترضين. وقد عبر الكاتب جون هاريس (John Harris) من خلال نشر أفكار مماثلة في مقال نشره في عام 2007 في الغارديان.
وقد ذكرت جمعية فابيان أن هذا المصطلح مسيء بشكل كبير وأنه «يحتقر ويساند» مجموعة لا صوت لها في الغالب. وقد انتشر هذا المصطلح من خلال العناوين الرئيسية في الصحف الشعبية. وهو لغة تستخدم بغرض احتقار الآخرين. وعند وصف أولئك الذين يستخدمون هذا المصطلح، قالت الجمعية «كلنا نعرف حيلهم القديمة التي يتم فيها استخدام المناديل / مناديل المائدة والردهة / غرفة المعيشة والأريكة / المقعد. إلا أن هذا المصطلح يشير إلى شيء جديد. فما هذا إلا محض كراهية من الطبقة المتوسطة للطبقة الكادحة، بكل بساطة ووضوح.» ولقد انتقدت جمعية فابيان قناة بي بي سي بشدة لاستخدام هذا المصطلح في بثها. وقد ذكر تقرير الغارديان في عام 2011 أن هذا المصطلح يعد «إساءة للطبقات من خلال الأشخاص الذين يدعون التميز».
وقد نشرت عضو الحزب الديمقراطي الليبرالي في مجلس اللوردات في لجنة المساواة وحقوق الإنسان ميرال حسين إيس، البارونة حسين إيس (Meral Hussein-Ece) في 2011 تغريدة مفادها: «أحتاج إلى المساعدة. فأنا محاصرة في طابور بين مجموعة من أفراد الطبقة الشعبية. فالسيدة التي خلفي تتحدث عن آخر حلقات إيستندرس (EastEnders) لزميل لها أثناء تناول أكبر كعكة رأيتها في حياتي.» وقد ردت البارونة على النقد الموجه ضد تغريدتها بأنها لم تقصد بها الإهانة.
وقد صرح مغني الراب بين درو (Ben Drew) والمشهور باسم بلان بي (Plan B) تصريحًا علنيًا على موقعه في مارس 2012 لمعارضة استخدام مصطلح الثقافة الشعبية (chav)، حيث وصف المصطلح بأنه «عبارة مهينة لا تختلف عن تلك العبارات المتعلقة بالعرق أو الجنس». وقد قال في خضم حديثه على قناة بي بي سي راديو وان إكسترا: «عندما تهاجم شخصًا ما بسبب الطريقة التي يتحدث بها أو أسلوبهم في الملابس أو الموسيقى التي يستمعون إليها أو نقص تعليمهم وبشكل علني، فأنت تشيع الكراهية ضدهم».